# Bob Gardiner (Leichtathlet)
Bob Gardiner (eigentlich Robert Charles Gardiner; * 22. März 1936 in Melbourne) ist ein ehemaliger australischer Geher.
Bei den Olympischen Spielen 1964 in Tokio gab er im 20-km-Gehen auf und wurde im 50-km-Gehen Fünfter. 1968 kam er bei den Olympischen Spielen in Mexiko-Stadt über 50 km auf den 19. Platz.
Bei den British Commonwealth Games 1970 in Edinburgh gewann er über 20 Meilen Silber in 2:35:55 h. 1972 wurde er für die Olympischen Spiele in München nominiert, konnte aber wegen einer Verletzung nicht teilnehmen.
Dreimal wurde er Australischer Meister über zwei Meilen (1961, 1965, 1967), einmal über 20 km (1965) und viermal über 50 km (1964, 1966, 1968, 1971).

## Bestzeiten
- 20 km Gehen: 1:31:14 h, 1969
- 50 km Gehen: 4:14:17 h, 24. August 1968, Melbourne